# Cheveu
Pour les articles homonymes, voir Cheveu (homonymie) et Chevelure.

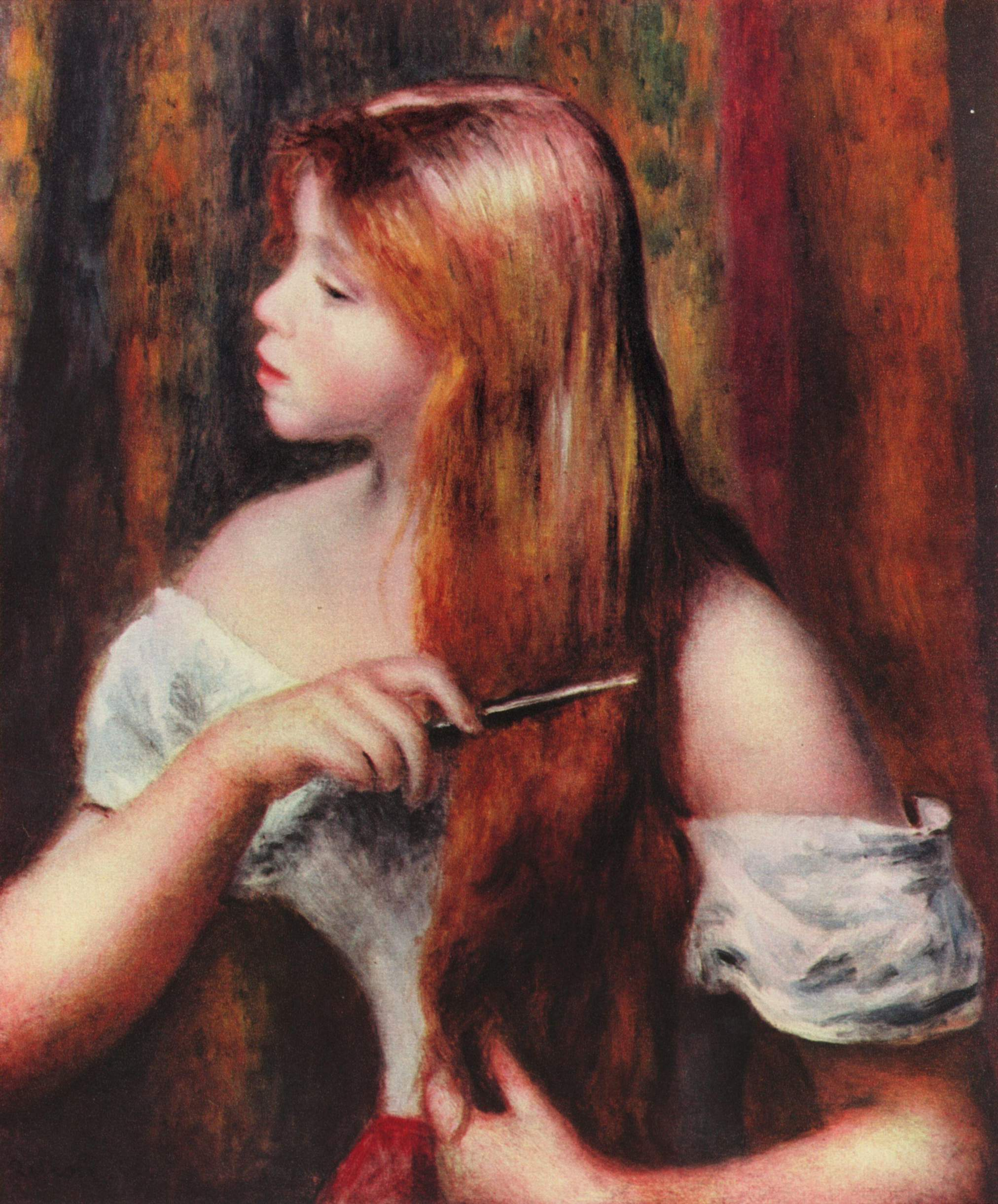
Tableau représentant une jeune fille coiffant ses longs cheveux, par Auguste Renoir.

Le cheveu est un élément de la pilosité humaine, plus ou moins étendue sur le sommet, les côtés et l'arrière de la tête. Comme les autres phanères, il est composé de kératine.

## Physiologie

### Nombre

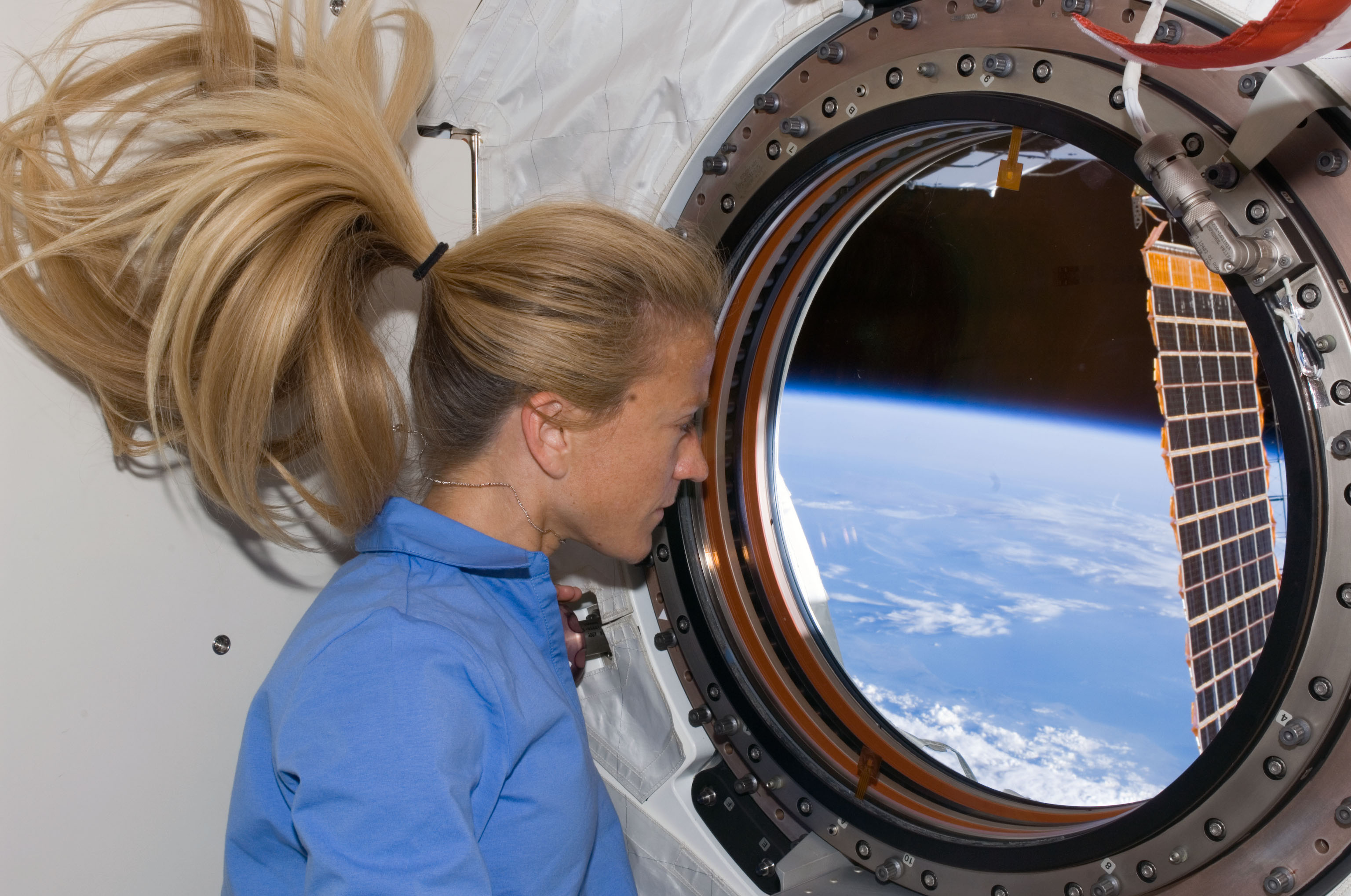
Chevelure en apesanteur de l'astronaute Karen Nyberg, qui observe la Terre par le hublot du laboratoire Destiny (2007).

L'être humain a de 100 000 à 150 000 cheveux. Les chevelures claires comptent plus de cheveux que les chevelures noires ou rousses. La densité est d'environ 150 à 200 cheveux par centimètre carré.
En moyenne, un individu perd 40 à 50 cheveux par jour.

### Forme
La forme du follicule qui produit le cheveu est une caractéristique génétique et elle influence la répartition des différentes couches de kératine dans le cheveu :
- un follicule rond, allongé et perpendiculaire à la surface de la peau va former un cheveu rond et lisse ;
- un follicule de coupe ovale et légèrement tordu en forme de virgule va produire un cheveu plus plat et frisé ;
- un follicule elliptique et pas du tout perpendiculaire à la surface (comme couché sous la peau) produira un cheveu crépu.

Les cheveux sont donc naturellement plutôt lisses ou épais (Asiatiques), lisses ou fins (Européens), frisés, crépus, bouclés ou épais (Africains).

### Couleur

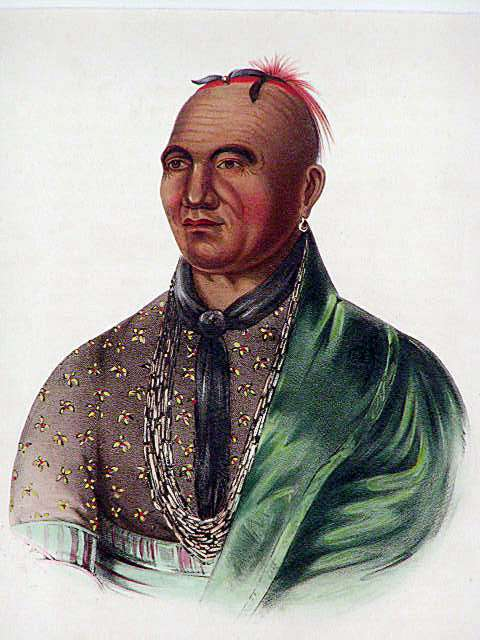
Coupe et coloration ou éléments ajoutés (plumes en particulier) ont été des signes d'appartenance pour beaucoup de peuples amérindiens (Joseph Brant ou Thayendanegea, dit «chef des six nations» en 1806).
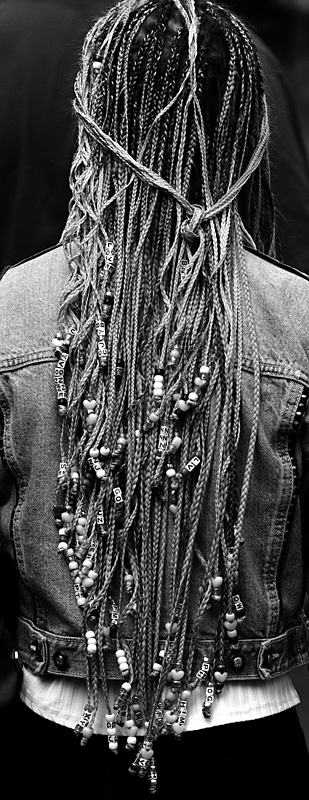
Box braids, coiffure typique de populations noires. Comme les vêtements ou les tatouages, la coiffure et son éventuelle ornementation peuvent être des signes d'appartenance à un groupe, de tendance ou d'indépendance. Une tendance « ethnique » s'inspire de coiffures traditionnelles.
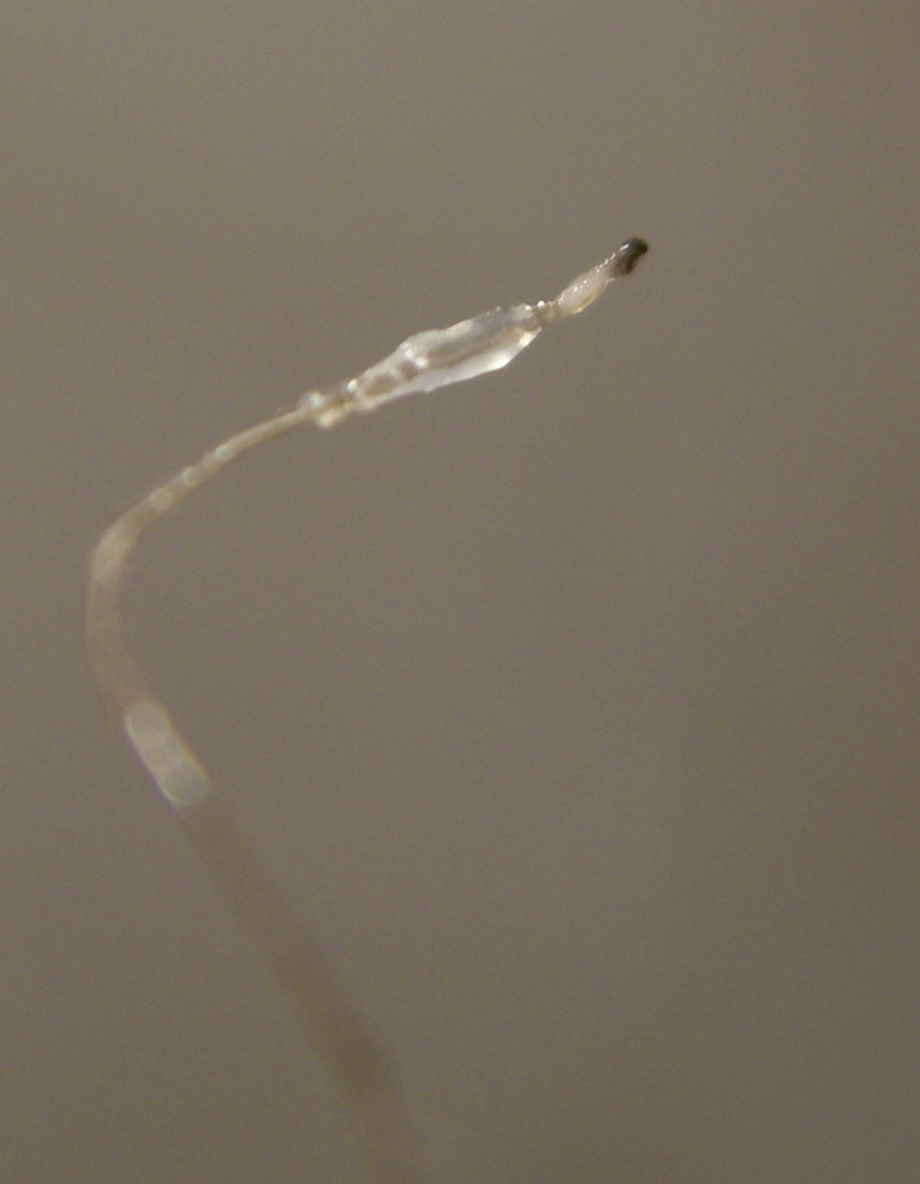
Racine d'un cheveu arraché.

### Croissance

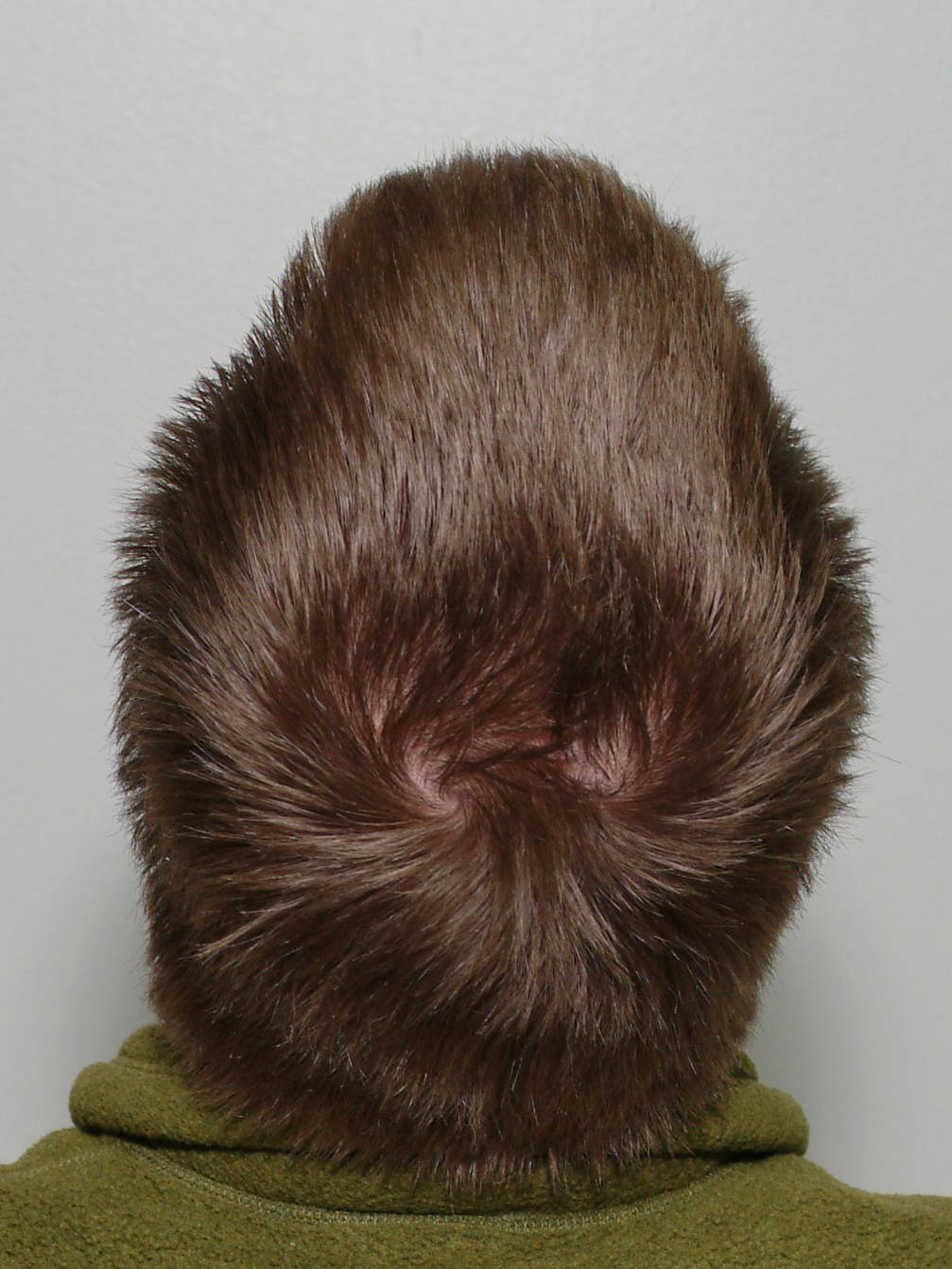
Motif en double spirale d'implantation des cheveux.

Un nouveau-né possède plus de 1 000 follicules pileux par cm2. Cette densité se réduit au cours du temps et arrive à moins de 500 entre 30 et 50 ans.
Les cheveux ne poussent pas continuellement mais selon un rythme cyclique et périodique qui peut varier selon l'individu, son âge et les saisons.
Les phases de croissance (phase anagène), de régression (phase catagène) et de repos (phase télogène) se succèdent. Cette dernière phase aboutit à la mort et à la chute du cheveu, qui est suivie d'une nouvelle pousse.
Les premiers cycles commencent dès le cinquième mois et demi de la vie fœtale et se poursuivent toute la vie ou jusqu'à la perte des derniers cheveux.
Chez les femmes, la durée du cycle de croissance est de 4 à 7 ans, contre 2 à 4 chez l'homme. Quand ils sont en phase de croissance (phase anagène), les cheveux poussent en moyenne à la même vitesse chez les femmes que chez les hommes (environ 1,25 cm par mois), mais comme le cycle de croissance est en moyenne plus long chez les femmes, celles-ci peuvent finalement avoir théoriquement, sur la durée, des cheveux plus longs que les hommes,.
Le cheveu se divise en deux parties :
- la racine, qui est la partie non visible, vivante ;
- et la tige capillaire, qui est la partie visible, biologiquement morte, constituée comme le poil de trois parties : la cuticule, le cortex et la medulla (ou moelle).

Un cheveu ne tombe que 2 à 3 mois après la mort de la cellule qui le produit (spontanée ou pathologique), ce délai étant raccourci sous l'influence de facteurs mécaniques (traction, frictions, shampooings).
Le cheveu mort présente un bulbe plein, atrophié, blanc et sec, que l'on croit parfois, à tort, être une « racine » non susceptible de remplacement.
La vitesse de croissance des cheveux varie selon l'âge et les saisons mais également avec une composante héréditaire. Elle est en moyenne de 0,7 à 2 cm par mois, les cheveux lisses poussant généralement plus vite que la moyenne et les cheveux crépus moins vite.
En une vie, nous pouvons donc produire environ 10 m de cheveux, soit 1 000 km mis bout à bout.
Des causes multiples, physiologiques et pathologiques, peuvent modifier cette évolution. Les hormones mâles, qui déterminent la pousse abondante de la pilosité dite masculine (barbe, moustache) ont, par contre, une action inhibitrice sur la croissance des cheveux. Cela explique la fréquence des alopécies chez les hommes, ainsi que chez les femmes soumises à des hormonothérapies androgènes. Dans l'Antiquité, on avait déjà noté que les eunuques n'étaient jamais chauves. On a depuis montré l'importance de la testostérone comme facteur de chute des cheveux.
Le cheveu ne pousse pas par la pointe, mais par la racine. En éliminant les pointes fourchues, on les empêche de se dédoubler et de casser, ce qui donne l'impression qu'ils poussent mieux.
Les cheveux qui tombent repousseront environ 25 fois dans une vie (leur durée de vie moyenne est de quatre ans). Des agressions répétées, une mauvaise alimentation, la maladie et le stress, ainsi que la pollution, peuvent toutefois mettre en péril le cycle capillaire.
Les 100 coups de brosse étaient utiles à l'époque où les femmes étaient constamment coiffées en chignon et se lavaient les cheveux moins fréquemment. Le lavage journalier abîme le cheveu et le cuir chevelu, en augmentant la production de sébum, le rôle du sébum étant de protéger le cuir chevelu. En somme, plus on fait de shampooings, plus on a besoin d'en faire[réf. à confirmer].
Le diamètre d'un cheveu varie selon l'âge, des facteurs génétiques et l'origine ethnique, de 40 à 100 µm (millièmes de millimètre).
La croissance du cheveu s'effectue par différents cycles, distincts les uns des autres. Ils sont au nombre de 4[réf. souhaitée]. À la fin du quatrième cycle, la croissance du cheveu s'arrête pour une durée variable selon les individus. En revanche, pour certains d'entre eux, la ronde des quatre cycles ne reprend pas. Des études scientifiques ont récemment démontré que ce phénomène touche majoritairement les hommes. Dans son dernier ouvrage Les Sept Vies du cheveu, Alain-Pierre Chartoud relate ce phénomène avec des expériences à l'appui.
Le cycle pilaire :

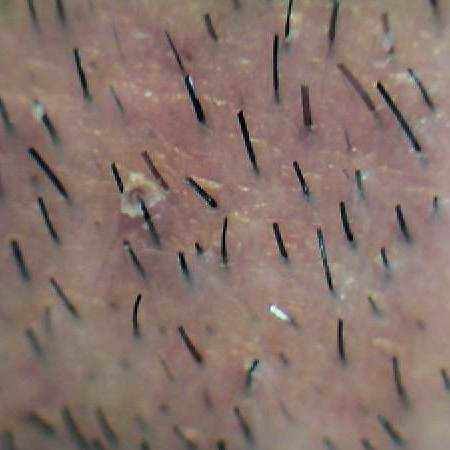
Détail de la repousse après rasage.

- la phase anagène est la phase de croissance du cheveu. C’est la partie la plus longue du cycle pilaire puisqu’elle dure de 2 à 5 ans. La très grande majorité des cheveux présents sur notre tête est donc en phase anagène ;
- la phase catagène est une phase de repos pendant laquelle le cheveu cesse d’évoluer. Elle dure environ 3 semaines, ce qui est considérablement peu par rapport à la phase précédente ;
- la phase télogène, enfin, va aboutir après plus ou moins 3 mois à la mort et à l’expulsion du cheveu – qui va laisser la place à un nouveau follicule en phase anagène. Ce sont les cheveux en phase télogène que nous trouvons chaque jour sur notre brosse ou au fond du lavabo, mais que nous perdons aussi tout au long de la journée[7].

### Chute des cheveux
Nous perdons en moyenne entre 30 et 60 cheveux par jour mais ce chiffre peut aller jusqu'à une centaine par jour,.
La chute des cheveux n’est pas uniquement le résultat du stress ou d’un régime déséquilibré. Les causes de la chute des cheveux peuvent être aussi bien externes et internes. Elles peuvent être divisées en deux catégories : l’alopécie androgénétique aussi appelée calvitie (une forme de chute de cheveux ayant une cause génétique et hormonale) et l'effluvium télogène aussi appelée calvitie diffuse (chute fréquentielle des cheveux, ayant pour cause un trouble organique). Les causes génétiques de la chute des cheveux sont en général permanentes, tandis que les causes non-génétiques sont temporaires.
Les traitements les plus fréquemment utilisés pour ralentir la chute de cheveux sont la mésothérapie avec des mélanges de vitamines et minéraux ou avec du plasma riche en plaquettes (PRP)[réf. nécessaire]. En cas de calvitie, seule la greffe de cheveux ou d'implants capillaires est possible.

### Cheveux, environnement et bio monitoring
« L'analyse des cheveux est connue pour fournir des informations utiles sur les expositions environnementales et toxiques. »[réf. nécessaire]
Les cheveux peuvent souffrir des UV et du sel. Ils peuvent aussi absorber ou adsorber de nombreux polluants de l'air (polluants métalliques tels que le mercure ou le plomb, et tout particulièrement les polluants solubles dans le gras tels que des composés organiques volatils, les organochlorés ou les organophosphorés). Lors de leur croissance, ils accumulent certaines toxines évacuées par l'organisme (ex : certains métaux lourds comme le plomb qu'on retrouve aussi dans les os et les autres phanères). C'est ainsi que :
- pour suivre l'évolution de l'intoxication de travailleurs miniers ou l'intoxication au mercure[13] (cf. orpaillage) pour les Amérindiens de Guyane, on peut procéder à une analyse des cheveux. Ces derniers sont en outre plus faciles à prélever, conserver et transporter que des biopsies ou des échantillons de sang ou d'urine[14]. Leur teneur en mercure reflète la contamination (plutôt chronique) des individus, et souvent pour partie au moins de l'environnement ;
- c'est en mesurant - bien après sa mort - la teneur en métaux lourds d'une mèche de cheveux de Beethoven qu'on a pu déduire qu'il était atteint de saturnisme.
- récemment, 33 éléments ont été analysés dans 138 échantillons de cheveux humains datant du dernier quart du XIXe siècle (collectés en Savoie et conservés au MNHNP). L'étude a mis en évidence un taux de plomb très supérieur aux valeurs ailleurs rapportées par la littérature, montrant que ceux qui vivaient en ville ou dans les vallées industrielles de Savoie étaient (par rapport aux campagnes et montagnes) beaucoup plus exposés au plomb, probablement à la suite de l'industrialisation, des tuyaux de plomb posés pour l'adduction d'eau et de la peinture au plomb, ainsi que des habitudes de vie (ustensiles, cosmétiques, vin et tabac) — et localement de l'exploitation minière et du développement du chemin de fer dans des vallées étroites où les fumées peuvent stagner. Les auteurs notent qu'alors les deux grandes vallées industrielles de Savoie (Maurienne et Tarentaise) présentaient des taux de goitre et de crétinisme endémiques élevés, jusqu'ici associés au manque d'iode. Or c'est dans ces vallées que les cheveux ont révélé les taux de plomb capillaire parmi les plus élevés, ce qui peut faire évoquer un éventuel lien entre l'exposition historique au plomb et le crétinisme ou le goitre dans cette région, où des mines existent depuis la préhistoire (depuis au moins 4 000 ans)[15], et où les séquelles de forte pollution par des mines de plomb et de plomb argentifère datant de l'époque romaine sont bien documentés[16],[17],[18],[19],[20],[21],[22], mines qui ont continué à polluer au Moyen Âge[23],[24], et au moins du XVIIIe siècle à aujourd’hui[25],[26],[27],[28].

### Cheveux comme matériau sortant
Comme la laine de mouton, les cheveux sont des biosorbants naturels. Ils peuvent ainsi être utilisés comme marqueur de l'alcoolisme ou de prise récente d'alcool ou de stupéfiants. Ils sont utilisés pour le biomonitoring de certaines pollutions (ex. : certains métaux, HAP et pesticides,, ou de l'exposition à divers polluants de l'air intérieur, dont l'air des cabines d'avions ; ainsi Vincent Peynet  a-t-il établi un protocole de dosage du tri-crésyl-phosphate (additif d'huile moteur impliqué dans le Syndrome aérotoxique) dans les cheveux pour évaluer l'exposition chronique (sur plusieurs mois) du personnel embarqué (ou de personnes prenant souvent l'avion) à ce produit.
En outre, « il a été démontré que les cheveux pouvaient absorber trois à neuf fois leur poids d'huile. De par leurs propriétés, les cheveux humains pourraient facilement absorber le pétrole brut parfois déversé dans les océans » selon Rebecca Pagnucco, qui estime que les cheveux humains coupés, aujourd'hui en grande partie gaspillés, pourraient être utilisés pour le nettoyage d'eaux polluées par des hydrocarbures, et même à plusieurs reprises sans qu'ils perdent cette propriété. Fin 2023, en Savoie, les coiffeurs sont invités à récupérer les cheveux coupés pour les valoriser de cette manière.

### Cheveux, hygiène et santé
Chez les êtres humains, la chevelure est l'habitat du pou, qui peut être vecteur de microbes pathogènes, mais qui pourrait aussi jouer un rôle important pour le système immunitaire. Les follicules peuvent aussi abriter de minuscules acariens dont c'est l'habitat naturel, les demodex.
La trichologie permet de mesurer l'état de santé du cheveu ou son degré d'atteinte à certaines nuisances.
Un stress important ou un événement dramatique est réputé pouvoir brutalement faire tomber les cheveux, sauf les blancs, et ainsi faire penser que la chevelure est devenue blanche.

## Culture et société

### Valeur symbolique

#### Élément de séduction

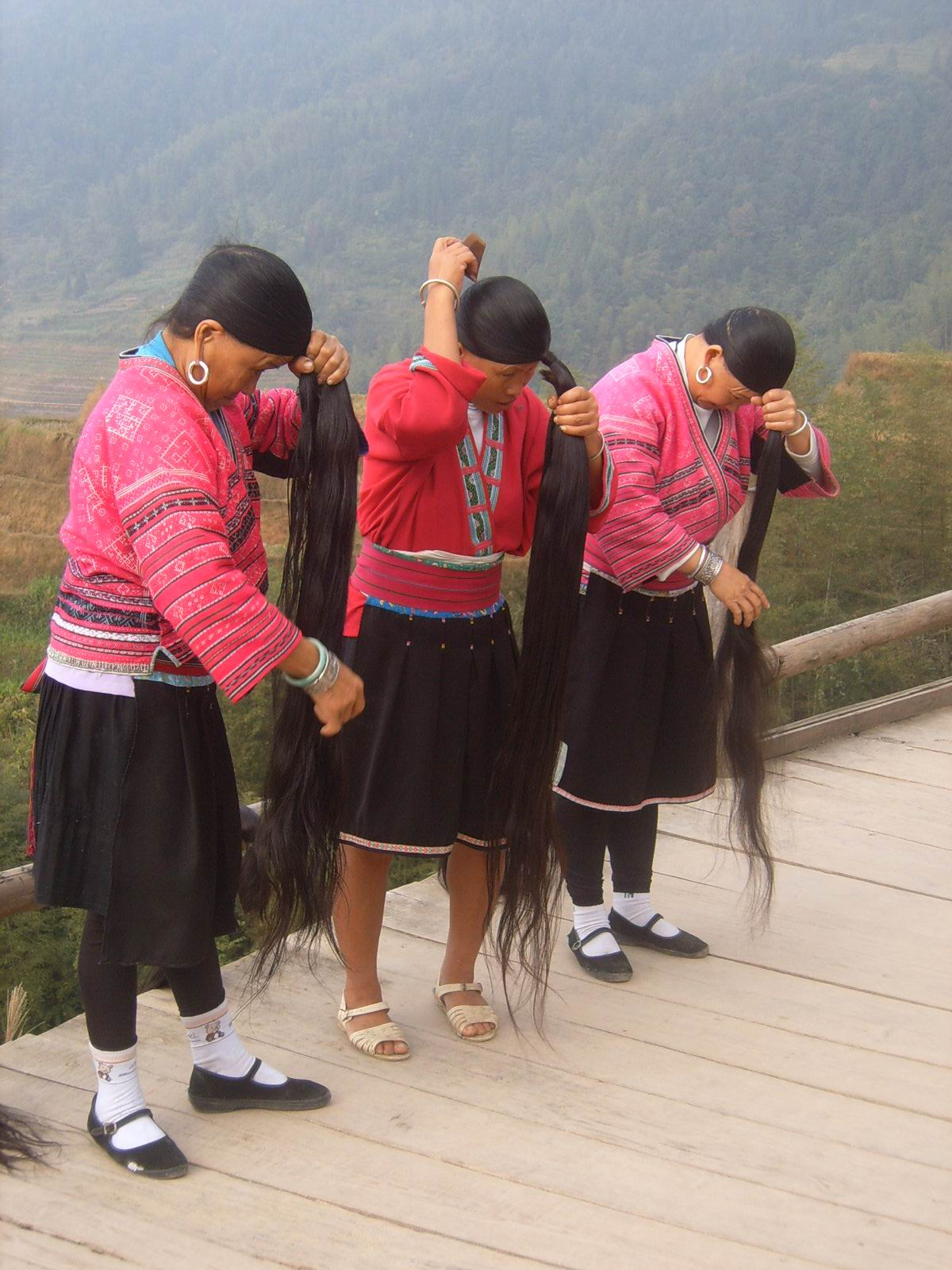
Les cheveux sont un élément culturel et de séduction, chez l'homme, comme chez la femme, (ici pour le peuple Yao dont les femmes mélangent ici leurs cheveux non coupés à des cheveux coupés ou tombés).

Dans presque toutes les civilisations les cheveux ont une importance particulière.
Ils ont souvent un rapport avec l'intimité, la séduction, la pudeur et la sexualité à travers la tricophilie, la relation à l'autre à travers la chevelure (peigner, épouiller, couper) étant une marque d'affection.

#### Symbole de force et de pouvoir

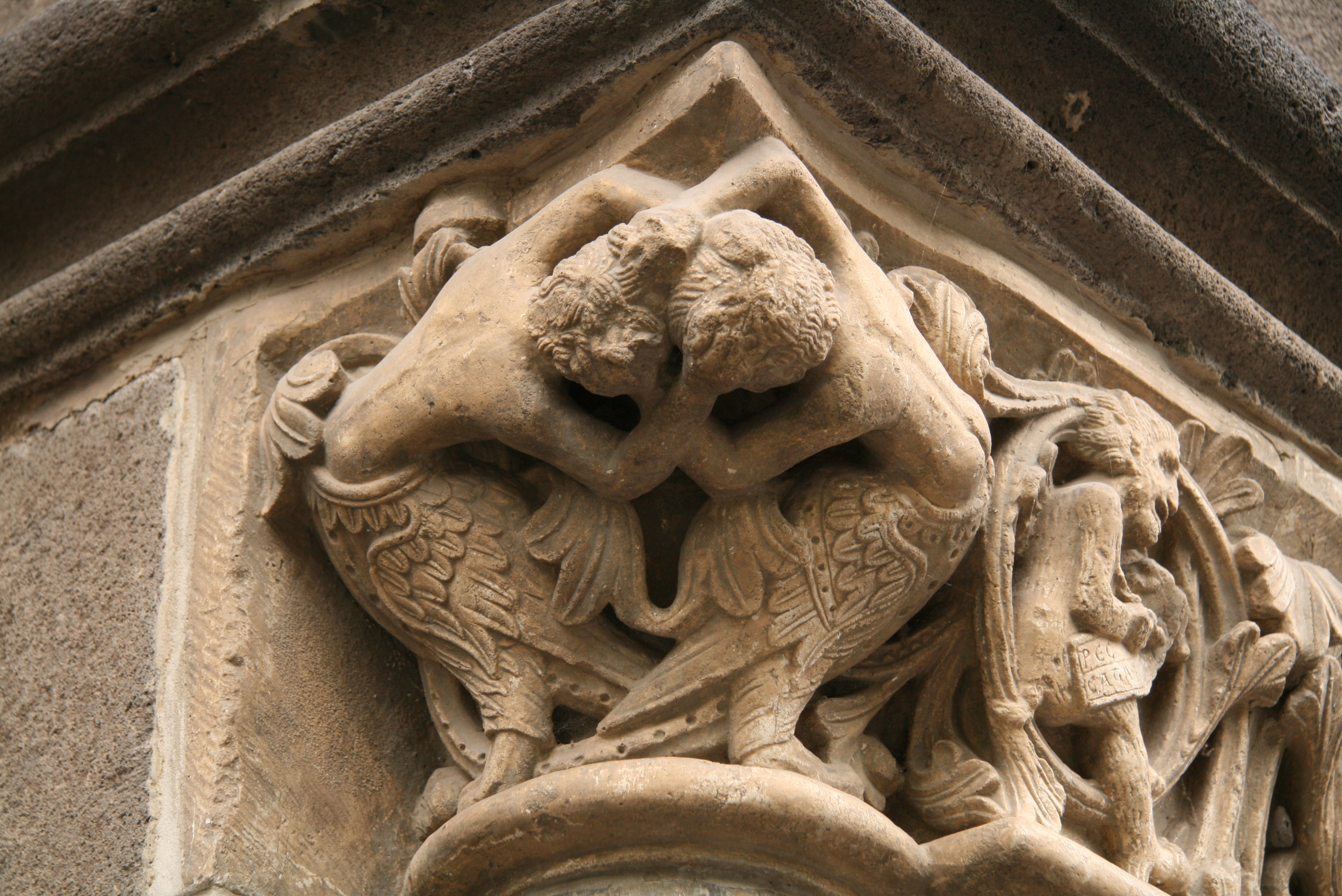
Les cheveux ont une force symbolique et de séduction, décrite dans les textes religieux les plus anciens (couper les cheveux de Samson était lui enlever sa force).

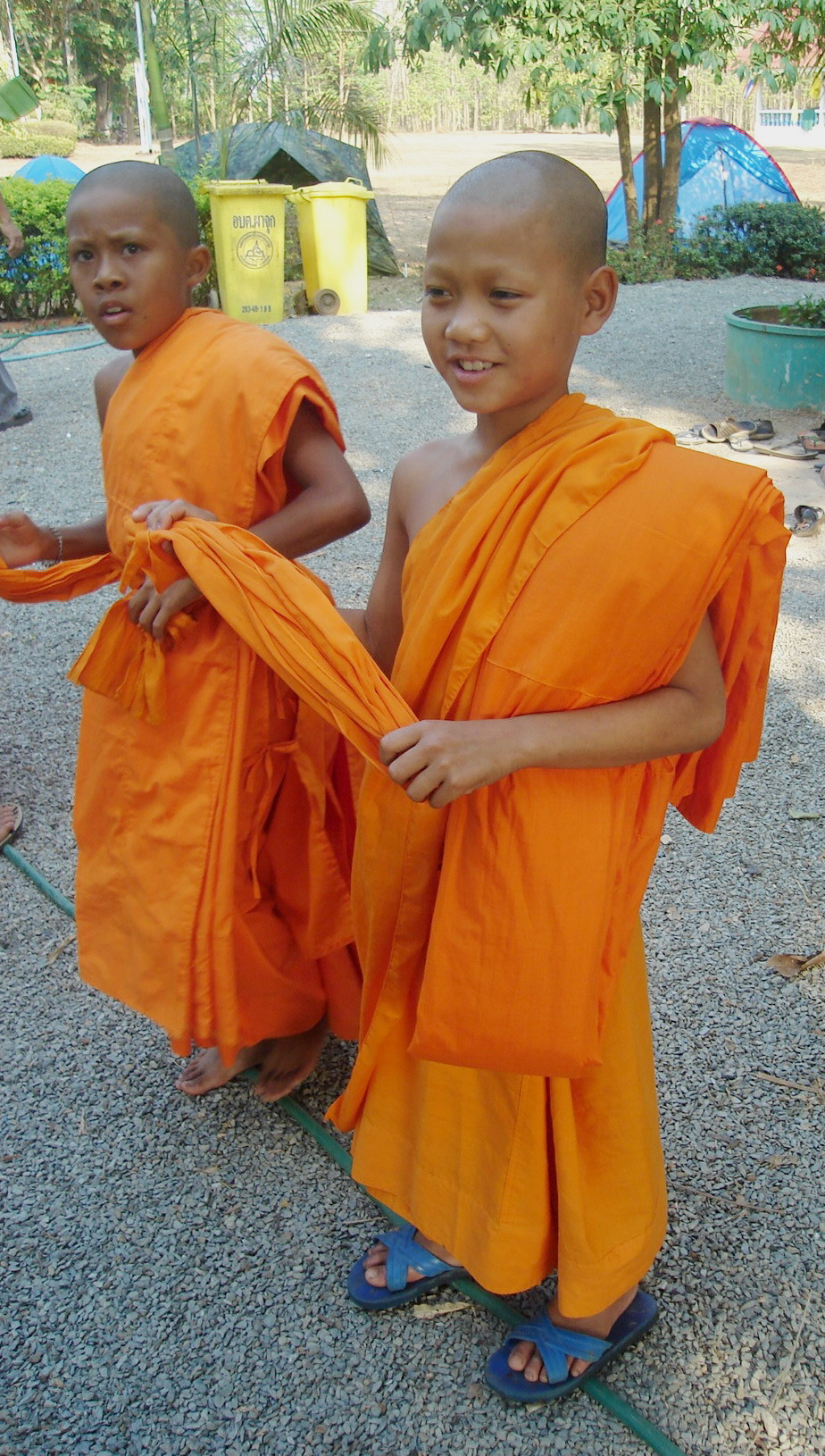
Les bonzes comme certains moines et membres de nombreuses religions, marquent leur adhésion au culte et au retrait du monde matériel par la tonte des cheveux.

Selon les époques et les lieux, les cheveux symbolisent la force et/ou la virilité (cf. les cheveux de Samson) et/ou encore la féminité ; tantôt montrés, tantôt voilés. Autrefois, voler les cheveux d'autrui permettait disait-on de faire des philtres d'amour ou d'envoûter. Les cheveux de Raiponce ont des pouvoirs de guérison.
Ils sont parfois colorés (au roucou en Amazonie, au henné au Moyen-Orient, etc.), couverts de cendre ou d'argile dans de nombreux groupes ethniques, à l'occasion de cérémonies diverses.
Chez les Francs du Haut Moyen Âge, il semble que les cheveux longs aient été réservés aux rois et nobles : ainsi Grégoire de Tours rapporte que la reine Clotilde à Paris porte toute son affection sur les fils de Clodomir. « Childebert en conçut de l’envie ; et, craignant que, par la faveur de la reine, ils n’eussent part au royaume, il envoya un courrier secret à son frère le roi Clotaire (vers l’an 533) lui disant : Notre mère garde avec elle les fils de notre frère, et veut leur donner le royaume ; il faut que tu viennes promptement à Paris, et que, réunis tous deux en conseil, nous déterminions ce que nous devons faire d’eux, savoir si on leur coupera les cheveux, comme au reste du peuple, ou si, les ayant tués, nous partagerons également entre nous le royaume de notre frère. […] Alors Childebert et Clotaire envoyèrent à la reine Arcadius, dont nous avons déjà parlé, portant des ciseaux et une épée nue. Quand il fut arrivé près de la reine, il les lui montra, disant : Tes fils nos seigneurs, ô très glorieuse reine, attendent que tu leur fasses savoir ta volonté sur la manière dont il faut traiter ces enfants ; ordonne qu’ils vivent les cheveux coupés, ou qu’ils soient égorgés. » […] Selon Grégoire, la reine sans réfléchir répond « Si on ne les élève pas sur le trône, j’aime mieux les voir morts que tondus ». Deux des enfants sont tués, le troisième, Clodoald - toujours selon Grégoire - « fut sauvé par le secours de braves guerriers ; dédaignant un royaume terrestre, il se consacra à Dieu, et s’étant coupé les cheveux de sa propre main, il fut fait clerc ».
En Europe, la vraie chevelure a parfois été en public recouverte de perruques sophistiquées (ex. : XVIIe siècle européen/cour de Louis XIV, perruques de magistrats, etc.). Les longs cheveux étaient le privilège des nobles quand le peuple commençait à se couper les cheveux. Ensuite, en France, alors que les hommes pouvaient porter les cheveux longs, les femmes semblent avoir longtemps été contraintes à réunir leurs cheveux en chignons serrés avec des rubans et/ou cachés sous des calots, coiffes et autres serre-tête.
Sous le second Empire s'établit l'usage de laisser les cheveux flottants chez les jeunes filles et très libres encore chez les femmes, usage qui pourrait être venu d'Angleterre. Vers 1855, on apprend des Anglaises à ne plus se serrer les cheveux et à renoncer aux pommades grasses à base de moelle de bœuf et d'huile d'amandes, plus ou moins parfumée « avec lesquelles on leur donnait un lustre malpropre, en domptant ce qu'on appelait leurs rébellions. On détruisait ainsi leur ondulation naturelle, qui, justement, sont l'apanage ethnique des plus belles races ».
Les armées modernes imposent généralement une coupe courte ou rase, pour limiter les risques de pullulation de poux, faciliter le lavage/séchage, etc., mais couper les cheveux d'un samouraï était le déshonorer, et les castes administratives et militaires chinoises, coréennes, japonaises ont accordé une grande importance à la coiffure et longueur des cheveux. Les envahisseurs mandchous ont ainsi imposé le port de la natte en Chine. Le scalp de l'ennemi a été un trophée valorisé chez certains amérindiens.
Les cheveux longs de la période hippie ont été le symbole d'une rébellion contre l'ordre établi.

#### Relique et souvenir
Le culte des reliques de saints, les gages ou promesses d'amour ont souvent été basés sur des mèches de cheveux. Il fallait cacher ses cheveux perdus ou tombés pour empêcher que quelqu'un de malveillant puisse les utiliser pour jeter un sort.
Certaines familles conservaient les dents de lait et des mèches de cheveux des enfants. T'ang le victorieux, pour le bonheur de son peuple, se coupa les cheveux. Il les jeta dans un fourneau, ainsi que ses ongles et ceux de sa femme Mo-ye pour fondre des épées symboliques. En Chine, à certaines époques, couper les cheveux d'un adulte était le mutiler. Avoir les cheveux ras interdisait l'accès à certaines fonctions. Les bonzes et certains moines se coupaient les cheveux en signe de renonciation et de distanciation d'avec la vie sociale normale. Il existait au Vietnam une sorte de divination basée sur la position des cheveux et des poils.

#### Cheveux et religion, deuil ou vœux
Ne pas se coiffer et se salir les cheveux (cendres, terre) ou les laisser pousser a souvent été un signe de deuil et/ou d'un vœu (ex. : Papous de Nouvelle-Guinée). L'iconographie hindoue présente souvent les dieux terribles et violents les cheveux épars autour de la tête, comme ils l'étaient chez la gorgone ou le typhon des mythologies gréco-latines. L'univers aurait d'ailleurs été tissé avec les cheveux de Çiva, qui sont les directions de l'univers, le vent et le fleuve sacré ganga (Gange).
Un texte d'une épître de saint Paul demande aux femmes de rester la tête couverte en priant, ce qui pourrait être une des origines du voile des religieuses catholiques ou des femmes musulmanes. Au XIXe siècle en France, il était d'usage chez les riches et bourgeois que les femmes cachent leurs cheveux en public.

#### Rituel de la première coupe

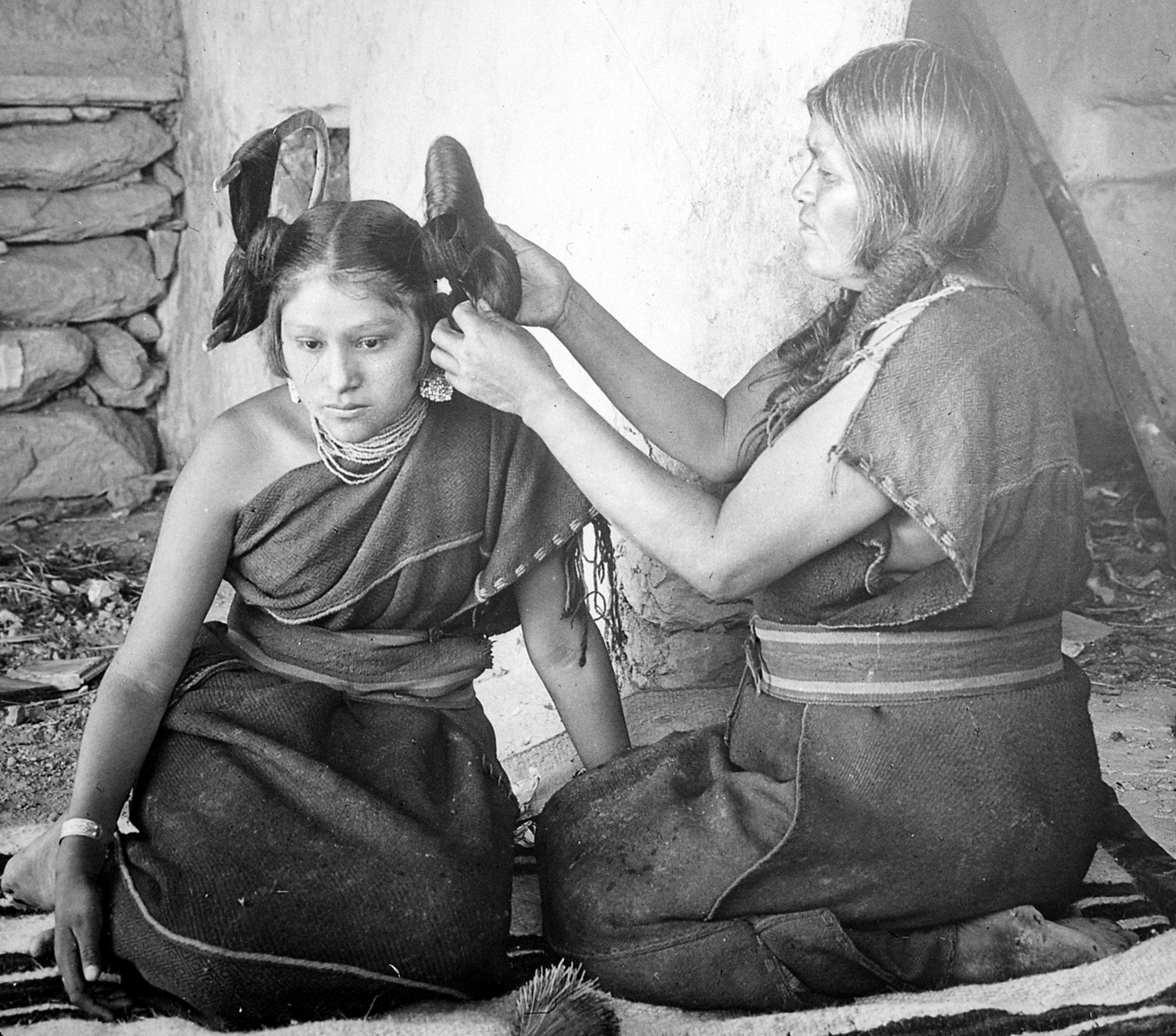
Coiffer est une forme importante de relation à l'autre. Femme hopi coiffant une jeune fille célibataire.

La toute première coupe de cheveux était chez certaines ethnies l'occasion de fêtes et rituels complexes. Lors du mariage hopi traditionnel, les époux devaient tremper leurs cheveux longs dans une mousse de Yuca purificatrice, puis les mêler en une seule torsade, pour lier le couple « comme la chair adhère au noyau d'une alberge », rapportait Don Talayesva.

### Expressions liées aux cheveux
On dit des cheveux qu'ils sont peignés, crêpés, ondulés, annelés, teints, tressés, bouclés, poudrés, échevelés, en pétard, etc.
Un roi franc, antérieur à Clovis, a été surnommé le Chevelu : Clodion.
- « Tiré par les cheveux » (ou plus récemment « capillotracté ») : se dit d'une explication a priori peu crédible.
- « Couper les cheveux en quatre » : avoir excessivement le souci du détail.
- « S'arracher les cheveux » : être furieux, désespéré.
- « Faire dresser les cheveux sur la tête » : faire frémir.
- « Se faire des cheveux blancs » : se faire du souci ; en 2020, des scientifiques semblent avoir trouvé la raison de ce phénomène[39].
- « S'en falloir d'un cheveu » : habituellement utilisée au passé, pour indiquer quelque chose ayant failli se produire.
- « Cheveux au vent », etc.
- « Avoir un cheveu sur la langue » : zézayer, zozoter.
- « Arriver/venir comme un cheveu sur la soupe » : se dit d'une personne ou d'un propos inopportun, incongru ou sans rapport avec le contexte.

#### Surnoms
Les cheveux sont souvent à l'origine de surnoms : par exemple en breton Bleo Kanab (cheveux de chanvre) pour une blonde aux cheveux couleur filasse. Comme autre surnom on retrouve « Dé Gradez », qui désignerait certaines femmes du Cap-Ferret.

### Œuvres sur les cheveux

#### Littérature
- La Chevelure est un poème de Charles Baudelaire publié dans la section « Spleen et idéal » des Fleurs du mal en 1857 ;
- La Chevelure est une nouvelle de Guy de Maupassant, parue en 1884.

#### Cinéma
- La Chevelure est un court-métrage français réalisé par Ado Kyrou, d'après la nouvelle de Guy de Maupassant, sorti en 1960 ;
- Hair, adaptation cinématographique réalisée par Miloš Forman et sortie en 1979 ;
- Cheveu est un film français réalisé par Julien Hallard et sorti en 2010.

#### Théâtre
- Hair, une comédie musicale américaine de James Rado (en) et Gerome Ragni (en) (paroles), et Galt MacDermot (musique) créée en 1967.

#### Musique
- Hair (en), une chanson issue de la comédie musicale ;
- Hair, une chanson de l'album Born this way de Lady Gaga sortie en 2011 ;
- Hair, chanson de Little Mix (2016).